# Molelos
Molelos ist eine Gemeinde (Freguesia) im portugiesischen Kreis Tondela. In ihr leben 2225 Einwohner (Stand 19. April 2021).